# Marek Posmyk
Marek Posmyk (* 15. září 1978) je bývalý český profesionální hokejový obránce, naposledy hrající v sezóně 2013/14 1. českou hokejovou ligu za tým HC Motor České Budějovice a extraligu za HC Verva Litvínov.
Je vysoký 196 centimetrů, váží 106 kilogramů.

## Hráčská kariéra
Svoji extraligovou kariéru zahájil v roce 1995 v týmu HC Dukla Jihlava. Od roku 1997 hrál nižší severoamerické soutěže (AHL, IHL), v sezóně 1999–2000 odehrál několik zápasu v týmu NHL Tampa Bay Lightning. Po návratu do Evropy působil kromě české extraligy (HC Continental Zlín, HC Slavia Praha, HC Lasselsberger Plzeň, HC Mountfield České Budějovice, HC Moeller Pardubice, BK Mladá Boleslav, Rytíři Kladno, HC Verva Litvínov) také v 1. české (KLH Chomutov), německé (Nürnberg Ice Tigers), 2. německé (Lausitzer Füchse), rakouské (EHC Linz) a italské lize (SG Cortina).
Vstupní draft NHL : Toronto Maple Leafs 2. kolo celkově jako 36. hráč výběru v roce 1996.

## Statistiky
| Sezona        | Klub                           | Soutěž  | Základní část | Základní část | Základní část | Základní část | Základní část | Play off | Play off | Play off | Play off | Play off |
| Sezona        | Klub                           | Soutěž  | Z             | G             | A             | B             | TM            | Z        | G        | A        | B        | TM       |
| ------------- | ------------------------------ | ------- | ------------- | ------------- | ------------- | ------------- | ------------- | -------- | -------- | -------- | -------- | -------- |
| 1995/96       | Dukla Jihlava                  | ELH     | 18            | 1             | 3             | 4             | 18            | 1        | 0        | 0        | 0        | 0        |
| 1996/97       | Dukla Jihlava                  | ELH     | 24            | 1             | 7             | 8             | 44            |          |          |          |          |          |
| 1996/97       | St. John's Maple Leafs         | AHL     | 3             | 0             | 0             | 0             | 4             |          |          |          |          |          |
| 1997/98       | St. John's Maple Leafs         | AHL     | 3             | 0             | 0             | 0             | 4             |          |          |          |          |          |
| 1997/98       | Sarnia Sting                   | OHL     | 48            | 8             | 16            | 24            | 94            | 5        | 0        | 2        | 2        | 6        |
| 1998/99       | St. John's Maple Leafs         | AHL     | 48            | 1             | 0             | 1             | 36            |          |          |          |          |          |
| 1999/00       | Tampa Bay Lightning            | NHL     | 18            | 1             | 2             | 3             | 20            |          |          |          |          |          |
| 1999/00       | St. John's Maple Leafs         | AHL     | 38            | 1             | 6             | 7             | 36            |          |          |          |          |          |
| 1999/00       | Detroit Vipers                 | IHL     | 1             | 0             | 1             | 1             | 0             |          |          |          |          |          |
| 2000/01       | Tampa Bay Lightning            | NHL     | 1             | 0             | 0             | 0             | 0             |          |          |          |          |          |
| 2001/02       | HC Hamé Zlín                   | ELH     | 45            | 8             | 6             | 14            | 147           | 6        | 0        | 0        | 0        | 10       |
| 2002/03       | HC Slavia Praha                | ELH     | 41            | 0             | 4             | 4             | 20            | 17       | 4        | 3        | 7        | 34       |
| 2003/04       | HC Lasselsberger Plzeň         | ELH     | 10            | 0             | 1             | 1             | 14            |          |          |          |          |          |
| 2003/04       | HC Slovan Ústečtí Lvi          | 1. liga | 2             | 0             | 0             | 0             | 2             |          |          |          |          |          |
| 2003/04       | Nürnberg Ice Tigers            | GER 1   | 25            | 2             | 4             | 6             | 24            | 6        | 1        | 2        | 3        | 6        |
| 2004/05       | EHC Black Wings Linz           | AUT 1   | 34            | 7             | 4             | 11            | 68            |          |          |          |          |          |
| 2005/06       | HC České Budějovice            | ELH     | 42            | 11            | 12            | 23            | 72            | 10       | 2        | 3        | 5        | 10       |
| 2006/07       | HC Mountfield České Budějovice | ELH     | 38            | 8             | 4             | 12            | 67            | 11       | 1        | 0        | 1        | 10       |
| 2007/08       | HC Pardubice                   | ELH     | 37            | 3             | 1             | 4             | 30            |          |          |          |          |          |
| 2007/08       | HC Plzeň                       | ELH     | 5             | 1             | 0             | 1             | 4             | 4        | 0        | 0        | 0        | 18       |
| 2008/09       | BK Mladá Boleslav              | ELH     | 33            | 3             | 4             | 7             | 18            |          |          |          |          |          |
| 2008/09       | HC Mountfield                  | ELH     | 2             | 0             | 0             | 0             | 4             |          |          |          |          |          |
| 2009/10       | KLH Chomutov                   | 1. ČHL  | 16            | 0             | 3             | 3             | 10            | 11       | 1        | 1        | 2        | 6        |
| 2010/11       | Lausitzer Füchse               | GER 2   | 4             | 0             | 1             | 1             | 20            |          |          |          |          |          |
| 2010/11       | SG Cortina                     | ITA     | 25            | 5             | 18            | 23            | 34            |          |          |          |          |          |
| 2011/12       | Rytíři Kladno                  | ELH     | 16            | 4             | 1             | 5             | 34            |          |          |          |          |          |
| 2012/13       | HC Verva Litvínov              | ELH     | 42            | 3             | 7             | 10            | 74            | 7        | 1        | 0        | 1        | 4        |
| 2013/14       | HC Motor České Budějovice      | 1. ČHL  |               |               |               |               |               |          |          |          |          |          |
| ELH celkově   |                                |         |               |               |               |               |               |          |          |          |          |          |
| 1.ČHL celkově |                                |         |               |               |               |               |               |          |          |          |          |          |